# Herea abdominalis
Herea abdominalis är en fjärilsart som beskrevs av M.Gaede 1926. Herea abdominalis ingår i släktet Herea och familjen björnspinnare. Inga underarter finns listade i Catalogue of Life.